# David Koepp
David Koepp, född 9 juni 1963 i Pewaukee, Wisconsin, är en amerikansk manusförfattare och regissör, som bland annat har producerat filmen Panic Room.

## Filmografi

### Regi
- 1996 – När mörkret faller
- 1999 – The Secret Sense
- 2004 – Secret Window
- 2008 – Livet från den andra sidan
- 2012 – Premium Rush
- 2015 – Mortdecai
- 2020 – You Should Have Left

### Manus
- 1990 – Bad Influence
- 1991 – Toy Soldiers
- 1992 – Döden klär henne
- 1993 – Carlito's Way
- 1993 – Jurassic Park
- 1994 – Press-stopp!
- 1994 – The Shadow
- 1996 – Mission: Impossible
- 1997 – The Lost World: Jurassic Park
- 1998 – Snake Eyes
- 2002 – Panic Room
- 2002 – Spider-Man
- 2004 – Secret Window
- 2005 – Världarnas krig
- 2005 – Zathura - Ett rymdäventyr
- 2008 – Livet från den andra sidan
- 2008 – Indiana Jones och Kristalldödskallens rike
- 2009 – Änglar och demoner
- 2012 – Premium Rush
- 2012 – Men in Black III
- 2014 – Jack Ryan: Shadow Recruit
- 2015 – Mortdecai
- 2016 – Inferno
- 2017 – The Mummy
- 2022 – Kimi
- 2023 – Indiana Jones and the Dial of Destiny
- 2025 – Presence
- 2025 – Black Bag
- 2025 – Jurassic World Rebirth